# Saint-Vincent-Jalmoutiers

Saint-Vincent-Jalmoutiers este o comună în departamentul Dordogne din sud-vestul Franței. În 2009 avea o populație de 256 de locuitori.

## Evoluția populației
| An        | 1975 | 1982 | 1990 | 1999 | 2006 | 2009 |
| --------- | ---- | ---- | ---- | ---- | ---- | ---- |
| Populație | 247  | 236  | 239  | 213  | 254  | 256  |